# Маркт-Айнерсгайм
Маркт-Айнерсгайм (нім. Markt Einersheim) — громада в Німеччині, розташована в землі Баварія. Підпорядковується адміністративному округу Нижня Франконія. Входить до складу району Кітцинген. Складова частина об'єднання громад Іпгофен.
Площа — 7,74 км2. Населення становить 1195 ос. (станом на 31 грудня 2020).